# Prémio MTV Movie de melhor atriz
Abaixo está uma lista das atrizes vencedoras do MTV Movie Award de melhor atriz. Nos anos de 2006 e 2007 não houve a premiação nesta categoria, substituída por 'melhor performance', que incluia atores e atrizes. Em 2017 a categoria foi removida devido as mudanças feitas na premiação, tirando as categorias distintas por gênero e unificando tanto homens e mulheres numa categoria só, sendo que a atriz e ativista britânica Emma Watson quem levou a estatueta.

## Vencedoras
| Ano  | Atriz                         | Título em português (br/pt)                                   | Título original                 |  |
| ---- | ----------------------------- | ------------------------------------------------------------- | ------------------------------- |  |
| 2017 | Emma Watson                   | A Bela e a Fera                                               | Beauty and the Beast            |  |
| 2016 | Charlize Theron               | Mad Max: Estrada da Fúria                                     | Mad Max: Fury Road              |  |
| 2015 | Shailene Woodley              | A Culpa é das Estrelas                                        | The Fault in Our Stars          |  |
| 2014 | Jennifer Lawrence             | Jogos Vorazes: Em Chamas                                      | The Hunger Games: Catching Fire |  |
| 2013 | Jennifer Lawrence             | O Lado Bom da Vida / Guia para um Final Feliz                 | Silver Linings Playbook         |  |
| 2012 | Jennifer Lawrence             | Jogos Vorazes / Os Jogos da Fome                              | The Hunger Games                |  |
| 2011 | Kristen Stewart               | Eclipse                                                       | Twilight Saga: Eclipse          |  |
| 2010 | Kristen Stewart               | Lua Nova                                                      | Twilight Saga: New Moon         |  |
| 2009 | Kristen Stewart               | Crepúsculo                                                    | Twilight                        |  |
| 2008 | Elliot Page                   | Juno                                                          | Juno                            |  |
| 2007 | atribuído a um ator masculino |                                                               |                                 |  |
| 2006 | atribuído a um ator masculino |                                                               |                                 |  |
| 2005 | Lindsay Lohan                 | Meninas Malvadas / Giras e Terríveis                          | Mean Girls                      |  |
| 2004 | Uma Thurman                   | Kill Bill Vol. 1                                              | Kill Bill                       |  |
| 2003 | Kirsten Dunst                 | Homem-Aranha                                                  | Spider-Man                      |  |
| 2002 | Nicole Kidman                 | Moulin Rouge - Amor em Vermelho / Moulin Rouge                | Moulin Rouge                    |  |
| 2001 | Julia Roberts                 | Erin Brockovich - Uma Mulher de Talento / Erin Brockovich     | Erin Brockovich                 |  |
| 2000 | Sarah M. Gellar               | Segundas Intenções / Estranhas Ligações                       | Cruel Intentions                |  |
| 1999 | Cameron Diaz                  | Quem Vai Ficar com Mary ? / Doidos por Mary                   | There's Something About Mary    |  |
| 1998 | Neve Campbell                 | Pânico 2 / Gritos 2                                           | Scream 2                        |  |
| 1997 | Claire Danes                  | Romeu + Julieta / Romeu e Julieta                             | Romeo + Juliet                  |  |
| 1996 | Alicia Silverstone            | As Patricinhas de Beverly Hills / As Meninas de Beverly Hills | Clueless                        |  |
| 1995 | Sandra Bullock                | Velocidade Máxima / Perigo em Alta Velocidade                 | Speed                           |  |
| 1994 | Janet Jackson                 | Sem Medo No Coração                                           | Poetic Justice                  |  |
| 1993 | Sharon Stone                  | Instinto Selvagem / Instinto Fatal                            | Basic Instinct                  |  |
| 1992 | Linda Hamilton                | O Exterminador do Futuro 2: O Julgamento Final                | Terminator 2: Judgment Day      |  |

## Galeria

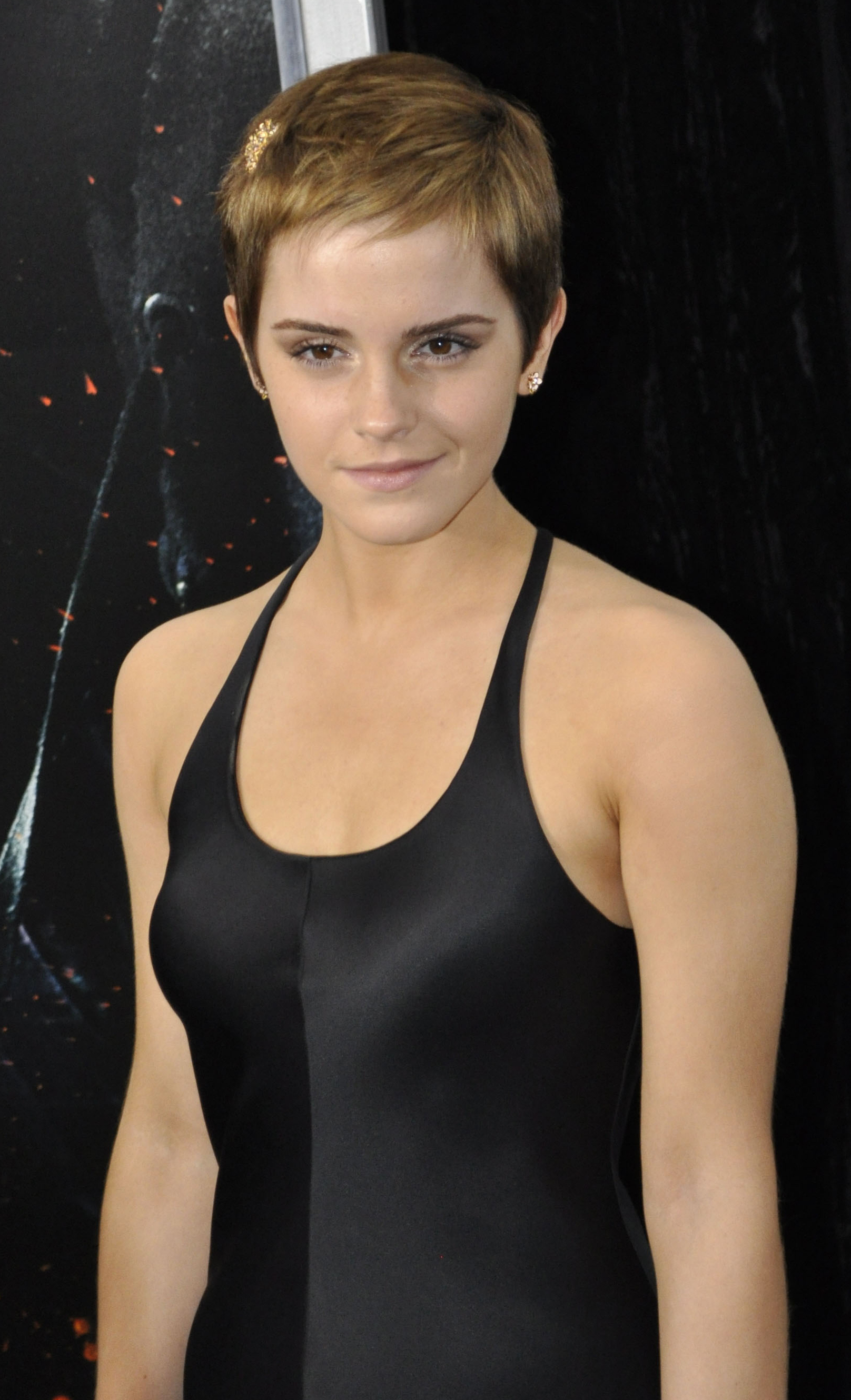
Emma Watson, primeira britânica a receber o prêmio
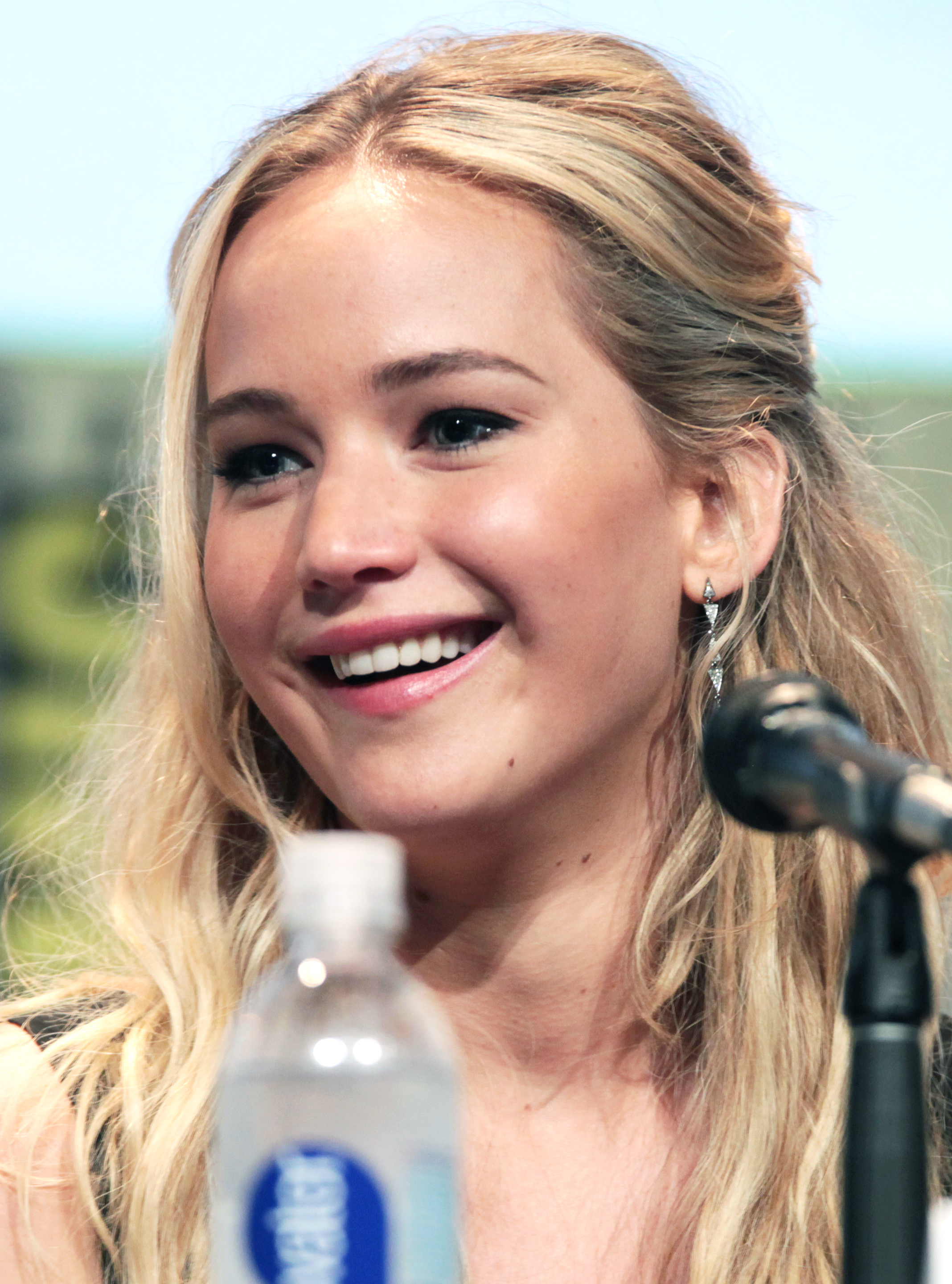
Jennifer Lawrence, vencedora três anos consecutivos
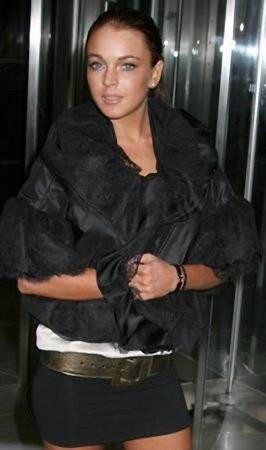
Lindsay Lohan, premiada em 2005
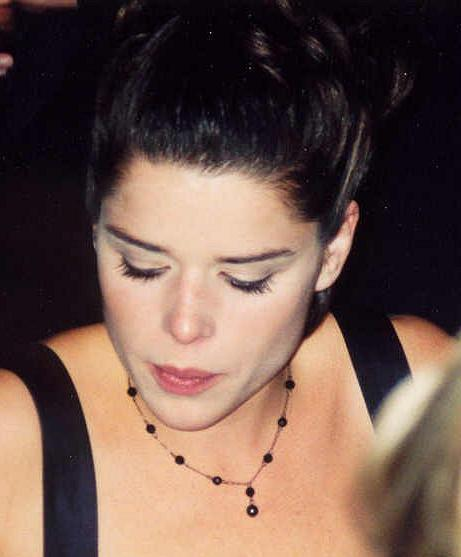
Neve Campbell, premiada em 1998 Pele sequência de Clássico Panico
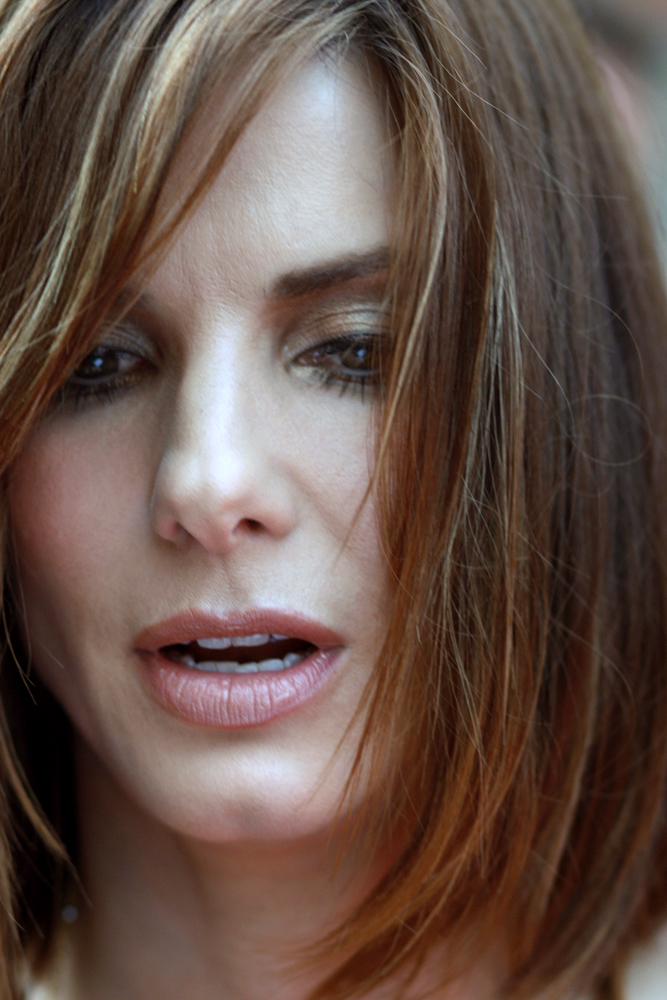
Sandra Bullock, premiada em 1995